# Seznam zápasů české fotbalové reprezentace 2011
V roce 2011 odehrála česká fotbalová reprezentace celkem 12 mezistátních zápasů, z toho 7 kvalifikačních o ME 2012 (5 kvalifikačních a 2 barážové), další 2 na turnaji Kirin Cup a 3 přátelské. Celková bilance byla 5 výher, 3 remízy a 4 prohry. Hlavním trenérem byl Michal Bílek.

## Přehled zápasů
| 9. února 2011 přátelský                  |       |                       |                                                                            |
| Chorvatsko                               | 4 – 2 | Česko                 | Městský stadion Aldo Drosina, Pula diváci: 10 000 rozhodčí: Daniele Orsato |
| Eduardo 9' Kalinić 13', 61' Iličević 75' |       | 20' Sivok 45' Rosický | Městský stadion Aldo Drosina, Pula diváci: 10 000 rozhodčí: Daniele Orsato |

| 25. března 2011 kvalifikace ME 2012, skupina I |       |            |                                                                         |
| Španělsko                                      | 2 – 1 | Česko      | Estadio de Los Cármenes, Granada diváci: 16 200 rozhodčí: Viktor Kassai |
| Villa 69', 73' (pen.)                          |       | 29' Plašil | Estadio de Los Cármenes, Granada diváci: 16 200 rozhodčí: Viktor Kassai |

| 29. března 2011 kvalifikace ME 2012, skupina I |       |                 |                                                                                |
| Česko                                          | 2 – 0 | Lichtenštejnsko | Střelecký ostrov, České Budějovice diváci: 6 681 rozhodčí: Ovidiu Alin Hategan |
| Baroš 3' Kadlec 70'                            |       |                 | Střelecký ostrov, České Budějovice diváci: 6 681 rozhodčí: Ovidiu Alin Hategan |

| 4. června 2011 Kirin Cup 2011 |       |      |                                              |
| Česko                         | 0 – 0 | Peru | Matsumotu diváci: 7 592 rozhodčí: Ryuji Sato |
|                               |       |      | Matsumotu diváci: 7 592 rozhodčí: Ryuji Sato |

| 7. června 2011 Kirin Cup 2011 |       |       |                                                   |
| Japonsko                      | 0 – 0 | Česko | Jokohama diváci: 65 856 rozhodčí: Martin Atkinson |
|                               |       |       | Jokohama diváci: 65 856 rozhodčí: Martin Atkinson |

| 10. srpna 2011 přátelský             |       |       |                                                    |
| Norsko                               | 3 – 0 | Česko | Ullevaal, Oslo diváci: 12 734 rozhodčí: Alan Black |
| Abdellaoue 23', 89' (pen.) Riise 72' |       |       | Ullevaal, Oslo diváci: 12 734 rozhodčí: Alan Black |

| 3. září 2011 kvalifikace ME 2012, skupina I |       |                              |                                                           |
| Skotsko                                     | 2 – 2 | Česko                        | Hampden Park, Glasgow diváci: 51 457 rozhodčí: Kevin Blom |
| Miller 44' Fletcher 82'                     |       | 78' Plašil 90' (pen.) Kadlec | Hampden Park, Glasgow diváci: 51 457 rozhodčí: Kevin Blom |

| 6. září 2011 přátelský                    |       |          |                                                    |
| Česko                                     | 4 – 0 | Ukrajina | Letná, Praha diváci: 7 322 rozhodčí: Richard Trutz |
| Kadlec 4' (pen.), 12' Rezek 47' Kolář 51' |       |          | Letná, Praha diváci: 7 322 rozhodčí: Richard Trutz |

| 7. října 2011 kvalifikace ME 2012, skupina I |       |                    |                                                         |
| Česko                                        | 0 – 2 | Španělsko          | Letná, Praha diváci: 17 873 rozhodčí: Paolo Tagliavento |
|                                              |       | 6' Mata 23' Alonso | Letná, Praha diváci: 17 873 rozhodčí: Paolo Tagliavento |

| 11. října 2011 kvalifikace ME 2012, skupina I |       |                                             |                                                         |
| Litva                                         | 1 – 4 | Česko                                       | Kaunas diváci: 5 000 rozhodčí: David Fernandez Borbalan |
| Šernas 68' (pen.)                             |       | 2' (pen.), 85' (pen.) Kadlec 16', 45' Rezek | Kaunas diváci: 5 000 rozhodčí: David Fernandez Borbalan |

| 11. listopadu 2011 baráž o ME 2012 |       |            |                                                       |
| Česko                              | 2 – 0 | Černá Hora | Letná, Praha diváci: 14 560 rozhodčí: Martin Atkinson |
| Pilař 63' Sivok 90+1'              |       |            | Letná, Praha diváci: 14 560 rozhodčí: Martin Atkinson |

| 15. listopadu 2011 baráž o ME 2012 |       |             |                                                                                |
| Černá Hora                         | 0 – 1 | Česko       | Gradski stadion pod Goricom, Podgorica diváci: 12 000 rozhodčí: Nicola Rizzoli |
|                                    |       | 81' Jiráček | Gradski stadion pod Goricom, Podgorica diváci: 12 000 rozhodčí: Nicola Rizzoli |